# Otto Stoeckel

Otto Stoeckel (Mitte), 1907, mit Schauspielerinnen am Düsseldorfer Schauspielhaus: Marinanne Kwast, Antonia Ernau, Elisabeth Huch, Hermine Körner, Fanny Ritter und Eva Speyer

Otto Stoeckel (* 6. August 1873 in Buttelstedt; † 17. November 1958 in Berlin; gebürtig Otto Hermann August Stoeckel) war ein deutscher Schauspieler, der nach dem Zweiten Weltkrieg vor allem als Synchron- und Hörspielsprecher tätig war.

## Leben
Der Sohn eines Friseurs besuchte nach der Schulzeit ein Lehrerseminar und nahm dann Schauspielunterricht am Hoftheater Weimar und privat bei Dagobert Neuffer. Seine weiteren Theaterstationen waren Hanau, Darmstadt, Freiburg im Breisgau, München, Düsseldorf, Leipzig, Dresden und am Deutschen Theater in New York.
Seit 1930 agierte er auf Berliner Bühnen und arbeitete ebenfalls als Theaterregisseur. Stoeckel hatte bereits in der Stummfilmzeit einige Rollen erhalten, aber erst jetzt wurde der über 60-Jährige beim Film zum gefragten Nebendarsteller. Er spielte meist Direktoren und andere Herren von Rang, häufig waren seine Auftritte sehr kurz. Insgesamt spielte er zwischen 1921 und 1957 in über 60 Kinofilmen, zusätzlich war er in den 1950er-Jahren auch in einigen Fernsehfilmen zu sehen.
123 stand 1944 in der Gottbegnadeten-Liste des Reichsministeriums für Volksaufklärung und Propaganda.
Nach 1945 wirkte er vor allem als Synchron- und Hörspielsprecher. In letzterer Funktion war er beim RIAS und SFB beschäftigt. Als Synchronsprecher lieh er vor allem älteren Charakterdarstellern seine Stimme, unter anderem Henry Stephenson in Meuterei auf der Bounty, C. Aubrey Smith in Kleine tapfere Jo und James Gleason in Lach und wein mit mir. Noch bis kurz vor seinem Tod war er als Synchronsprecher tätig, beispielsweise für Francis Compton als Richter im Filmklassiker Zeugin der Anklage.
Er war zunächst mit der Schauspielerin Eva Speyer verheiratet, die in dieser Zeit auch unter dem Namen Eva Speyer-Stoeckel auftrat. Später ehelichte er die Schauspielerin Claire Harten (1890–1972).

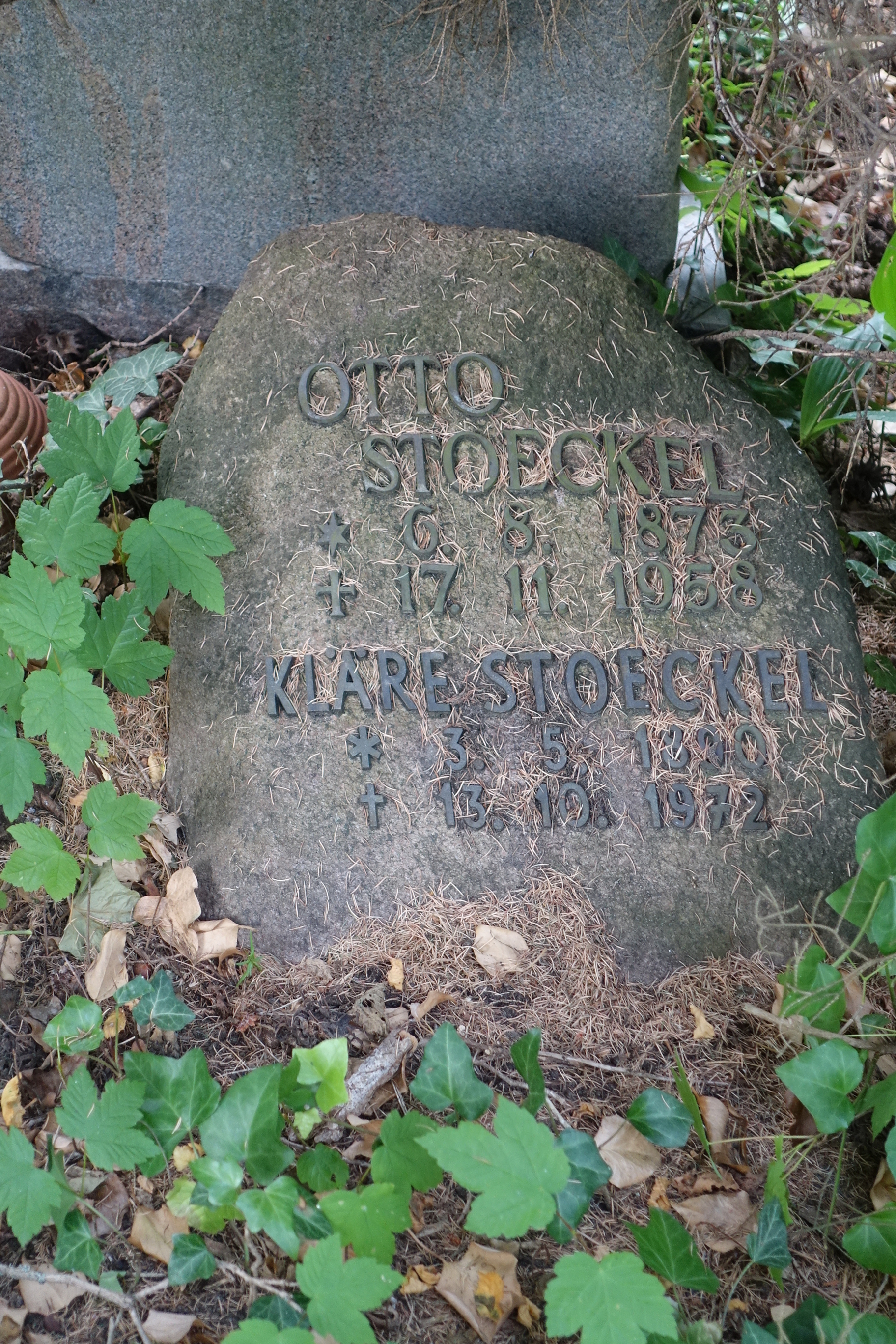
Grab von Otto Stoeckel auf dem Friedhof Heerstraße in Berlin-Westend

Otto Stoeckel befand sich mitten in den Proben für das Fernsehspiel Leihhauslegende, als er am 17. November 1958 plötzlich im Alter von 85 Jahren in Berlin starb. Sein Grab befindet sich auf dem Friedhof Heerstraße in Berlin-Westend (Grablage: II-Ur 6-129a). Die Witwe Kläre Stöckel wurde 1972 an seiner Seite bestattet.

## Filmografie
- 1921: Die Maske des Indianers
- 1921: Opfer der Liebe
- 1923: Der Weg zum Licht
- 1933: Ein Kind ist vom Himmel gefallen
- 1933: Der streitbare Herr Kickel
- 1933: Es gibt nur eine Liebe
- 1934: Klein Dorrit
- 1934: Das Geschäft blüht
- 1934: Besuch im Karzer
- 1934: Jungfrau gegen Mönch
- 1934: Abschiedswalzer
- 1935: Barcarole
- 1935: Der eingebildete Kranke
- 1935: Das Mädchen Johanna
- 1935: Königstiger
- 1935: Der Mann mit der Pranke
- 1935: Sie und die Drei
- 1935: Traumulus
- 1936: Familienparade
- 1936: Schloß Vogelöd
- 1936: Mädchenjahre einer Königin
- 1936: Stadt Anatol
- 1936: Glückskinder
- 1936: Inkognito
- 1936: Der Kaiser von Kalifornien
- 1937: Sein bester Freund
- 1937: Besuch in der Abendstunde
- 1937: Sieben Ohrfeigen
- 1937: Die gläserne Kugel
- 1937: Die gelbe Flagge
- 1937: Ihr Leibhusar
- 1938: Der unmögliche Herr Pitt
- 1938: Fünf Millionen suchen einen Erben
- 1938: Fahrendes Volk
- 1938: In geheimer Mission
- 1938: Napoleon ist an allem schuld
- 1939: Roman eines Arztes
- 1939: Umwege zum Glück
- 1939: Salonwagen E 417
- 1940: Angelika
- 1940: Die 3 Codonas
- 1940: Aus erster Ehe
- 1940: Bismarck
- 1940: Die lustigen Vagabunden
- 1941: Am Abend auf der Heide
- 1941: Rote Mühle
- 1942: Die Entlassung
- 1942: Rembrandt
- 1943: Großstadtmelodie
- 1944: Hundstage
- 1943: Der verzauberte Tag
- 1944/48: Das kleine Hofkonzert
- 1944/50: Mein Herz gehört Dir
- 1945: Das Leben geht weiter
- 1949: Die blauen Schwerter
- 1949: Man spielt nicht mit der Liebe
- 1950: Semmelweis – Retter der Mütter
- 1950: Das kalte Herz
- 1951: Das Beil von Wandsbek
- 1955: Herr über Leben und Tod
- 1955: Roman einer Siebzehnjährigen
- 1957: Der tolle Bomberg
- 1958: Viel Lärm um nichts (TV)
- 1958: Der Mann, der seinen Namen änderte (1958) (TV)

## Hörspiele
- 1949: George Bernard Shaw: Die heilige Johanna – Regie: Alfred Braun (Hörspiel – Berliner Rundfunk)